# Eugenio Méndez Docurro

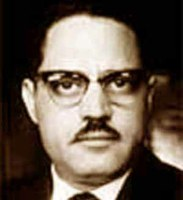
Eugenio Méndez Docurro

Eugenio Méndez Docurro (* 17. April 1923 in Veracruz, Bundesstaat Veracruz; † 23. August 2015) war ein mexikanischer Ingenieur und Politiker der Partido Revolucionario Institucional (PRI), der zwischen 1970 und 1976 Minister für Kommunikation und Verkehr SCT (Secretarío de Comunicaciones y Transportes) in der Regierung von Präsident Luis Echeverría Álvarez war.

## Leben

### Studium und Generaldirektor des IPN
Méndez Docurro begann nach dem Besuch von Grund- und Sekundarschule ein Studium der Nachrichtentechnik am Nationalen Polytechnischen Institut IPN (Instituto Politécnico Nacional), das er 1947 als Ingenieur abschloss. Ein darauf folgendes postgraduales Studium an der Harvard University beendete er mit einem Master of Science (M.Sc.). Danach folgte der Besuch weiterer Studiengänge am Massachusetts Institute of Technology (MIT) sowie anderen Lehrinstituten in Frankreich sowie im Vereinigten Königreich.
Nach seiner Rückkehr nach Mexiko wurde zunächst Vize-Generaldirektor und anschließend 1959 Generaldirektor des Instituto Politécnico Nacional. Während seiner Tätigkeit als Generaldirektor des IPN war er Initiator der Gründung der dortigen Fachschulen für Physik und Mathematik, für Krankenpflege sowie der Graduiertenschule. Damit war er maßgeblich an der Förderung von Programmen und Einrichtungen für technische Bildung sowie für wissenschaftlich-technologische Forschung im 20. Jahrhundert beteiligt. Zugleich förderte er zusammen mit dem früheren Generaldirektor des IPN, Manuel Cerrillo Valdivia, die nationale und internationale Zusammenarbeit auf polytechnischem Gebiet, insbesondere mit dem MIT. 
Durch seine guten Verbindungen zu Politikern wie dem damaligen Präsidenten Adolfo López Mateos initiierte er 1961 die Gründung des Zentrums für Forschung und höhere Studien CINVESTAV (Centro de Investigación y de Estudios Avanzados) am IPN. Nachdem Manuel Cerrillo Valdivia das ihm angebotene Amt des Direktors des CINVESTAV abgelehnt hatte, erreichte Méndez Docurro nach Gesprächen mit dem Minister für öffentliche Bildung, Jaime Torres Bodet, das Präsident López Mateos den Physiologen Arturo Rosenblueth zum ersten Direktor des CINVESTAV ernannte. Dieser hatte an der Nationalen Autonomen Universität von Mexiko UNAM (Universidad Nacional Autónoma de México) sowie ebenfalls an der Harvard University studierte und war bisher am Nationalen Institut für Kardiologie (Instituto Nacional de Cardiología) tätig.

### Unterstaatssekretär und Generaldirektor der CONACYT
Nach Beendigung seiner Tätigkeit als Generaldirektor des IPN wurde Méndez Docurro 1962 Unterstaatssekretär für Kommunikation im Ministerium für Kommunikation und Verkehr. Er behielt diese Funktion bis 1965 und war damit Stellvertreter der damaligen Minister für Kommunikation und Verkehr, Walter Cross Buchanan und danach seit 1964 von José Antonio Padilla Segura. Durch ein Präsidialdekret erfolgte 1962 die Gründung der Nationalen Weltraumkommission CONEE (Comisión Nacional del Espacio Exterior), der er kraft seines Amtes als Unterstaatssekretär als Mitglied angehörte. Diese arbeitete in den Bereichen der Meteorologie und anderen Themenfeldern eng mit den USA, Argentinien und Brasilien zusammen.
Im Anschluss war er zwischen 1965 und 1970 Exekutivsprecher des Nationalen Instituts für wissenschaftliche Forschung INIC (Instituto Nacional de la Investigación Científica), der Vorläuferorganisation des 1970 gegründeten Nationalrates für Wissenschaft und Technologie CONACYT (Consejo Nacional de Ciencia y Tecnología). Dort engagierte er sich unter anderem zusammen mit dem bekannten Physiker Manuel Sandoval Vallarta in einer Kommission für Wissenschaft und Technologie. Im INIC leitete er die Arbeit verschiedener Kommissionen, denen insgesamt 800 Wissenschaftler und Technologen angehörten.
Nach der Gründung des CONACYT am 29. Dezember 1970 wurde er dessen erster Generaldirektor und behielt diese Funktion bis zu seiner Ablösung durch Gerardo Bueno Zirion 1973. In dieser Funktion förderte er die Zusammenarbeit mit der UNAM und dem IPN sowie anderen Hochschulinstitutionen wie der Mexikanischen Akademie der Wissenschaften AMC (Academia Mexicana de Ciencias), aber auch mit diversen Regierungs- und Nicht-Regierungsorganisationen.

### Minister und Generaldirektor des IMC
Knapp vier Wochen zuvor wurde Méndez Docurro am 1. Dezember 1970 als Nachfolger von José Antonio Padilla Segura schließlich von Präsident Luis Echeverría Álvarez selbst zum Minister für Kommunikation und Verkehr (Secretario de Comunicaciones y Transportes) berufen und übte dieses Ministeramt sechs Jahre lang bis zum 30. November 1976 aus. Nachfolger wurde daraufhin Emilio Mújica Montoya. Während seiner Amtszeit als Minister eröffnete er 1974 die Laboratorien der Nationalen Weltraumkommission, die jedoch nach dem Amtsantritt der nachfolgenden Regierung von Präsident José López Portillo aufgelöst wurde.
1989 übernahm Méndez Docurro die Funktion als Generaldirektor des Mexikanischen Institutes für Kommunikation IMC (Instituto Mexicano de Comunicaciones). Diese Organisation befasste sich mit anderen Institutionen an der Entwicklung von Projekten und den Entwürfen von Kommunikationssatelliten und nationalen Technologien. Aus dieser Arbeit entstanden unter anderem 1993 und 1994 die Nachrichtensatelliten Solidarid 1 und Solidaridad 2 des Satellitenbetreibers Satmex. Die Funktion des Generaldirektors bekleidete er bis zur Auflösung des IMC 1997.
Am 12. März 2010 wurde ihm vom Centro de Investigación y de Estudios Avanzados ein Ehrendoktor verliehen. Am 18. April 2013 wurde er anlässlich seines 90. Geburtstages zum Ehrenmitglied der Academia de Ingeniería berufen.